# Ibón de Sabocos
El ibón de Sabocos es un lago de origen glaciar, situado en la zona de Panticosa, Huesca (España).

## Geografía
Se ubica a 1905 m s. n. m., en un circo glaciar rodeado por el pico del Verde (2295 m) y la peña Sabocos (2757 m). Tiene una profundidad máxima de 25 m.
Está próximo al ibón de Asnos.

## Acceso
Se puede acceder a él por varias rutas. La más corta comienza en los remontes de la estación de esquí de Panticosa, a 1800 m de altitud. Existe una pista forestal que, partiendo desde Hoz de Jaca, permite el acceso en verano hasta la zona de Sabocos.

## Curiosidades
En el año 2011 se filmó en este ibón el documental científico Montañas de agua por un equipo de investigadores de la universidad de Zaragoza.